# Municipio de Newton (condado de Winnebago)
El municipio de Newton (en inglés: Newton Township) es un municipio ubicado en el condado de Winnebago en el estado estadounidense de Iowa. En el año 2010 tenía una población de 211 habitantes y una densidad poblacional de 2,29 personas por km².

## Geografía
El municipio de Newton se encuentra ubicado en las coordenadas 43°23′17″N 93°40′19″O / 43.38806, -93.67194. Según la Oficina del Censo de los Estados Unidos, el municipio tiene una superficie total de 92.05 km², de la cual 92,01 km² corresponden a tierra firme y (0,05 %) 0,05 km² es agua.

## Demografía
Según el censo de 2010, había 211 personas residiendo en el municipio de Newton. La densidad de población era de 2,29 hab./km². De los 211 habitantes, el municipio de Newton estaba compuesto por el 95,26 % blancos, el 2,84 % eran afroamericanos, el 0,47 % eran de otras razas y el 1,42 % eran de una mezcla de razas. Del total de la población el 2,37 % eran hispanos o latinos de cualquier raza.